# Matinera ala-rogenca
La matinera ala-rogenca (Illadopsis rufescens) és un ocell de la família dels pel·lorneids (Pellorneidae) que habita els boscos de les terres baixes del Senegal, Gàmbia, Sierra Leone, Libèria, Costa d'Ivori, Ghana i Togo.